# حسین‌علی گرگانی
حسین‌علی گرگانی از سیاستمداران ایرانی بود، که در دوره‌  بیستم بعنوان نماینده اراک در مجلس شورای ملی حضور داشت.